# Црква Светог Николе у Алексинцу
Црква Светог Николе налази се у Алексинцу, седишту алексиначке општине, у Нишавском округу, припада Епархији нишкој Српске православне цркве. Она је, урбанистички осмишљено, заузела централни простор града, а место за изградњу цркве изабрао је митрополит београдски Петар Јовановић.

## Историјат
Изградња цркве посвећене преносу моштију светог оца Николаја започета је 1836. године по иницијативу кнеза Милоша Обреновића а завршена је након годину дана. Митрополит београдски Петар Јовановић је 26. јула 1836. године посетио Алексинац и том приликом са мештанима Алексинца одабрао погодно место за градњу храма, након чега је томе известио кнеза Милоша. То место је у народу било познато као Агино гумно или гробиште. Иако је место изабрао митрополит у народу је владало мишљење да је ипак место изабрао сам Кнез.
У току изградње Кнез Милош је одредио да црква у Алексинцу буде посвећена светом Николају, крсној Слави династије Обреновић. О овоме дознајемо из писма кнеза Милоша Доситеју Новаковићу, епископу тимочком, датираном 5. децембра 1836. године. Црква је завршена 17. новембра 1837. године, а освештана 7. новембра 1838. године од стране епископа тимочког Доситеја Новаковића.

## Архитектура цркве
Основа цркве Светог Николе је у облику издуженог триконхоса са звоником на западној страни са високим барокним завршетком. Засведена је полубличастим сводом и надвишена кровом на две воде. Фасадне површине декорисане су стилизованим византијским, романским и неоренесансним елементима, а састоје се од лезена и слепих аркада са луковима који садрже и оријенталне мотиве.

### Израда иконостаса и живопис
Алексиначка Општина и грађени су обезбедили средства за израду иконостаса и живописа као и за куповину и постављање сата у звонику као и за изградњу дрвене ограде. О самом иконостасу и живопису такође нема поузданих података. Не зна се ко их је израдио, али зна се да су уништени у Првом српско- турском рату 1876. године. Други иконостас и живопис израђени су после завршетка Другог српско-турског рата 1878. године. Живопис и иконостас у овом здању израдио је сликар Илија Димитријевић из Крагујевца. Трећи иконостас рађен је одмах после бугарске окупације 1915. године. Иконе су насликане 1937. године, а радио их је професор алексиначке гимназије Евгеније Лаптев. Садaшњи изглед иконостаса представља обнова старог из 2006. године, а рад је Милета Илића, иконописца из Алексинца.

### Црквена звона
Алексиначка црква има три звона, мало, средње и велико. Подаци о томе су исписани на самим звонима. Ове податке је преписао прота Брана Коруновић и унео их у свој летопис алексиначке Цркве. Мало звоно је набављено 1839. године и оно напрсло. На њему пише При благоверном кнезу србском Милошу Т. Обреновићу приложи ово звоно народ среза ражањског и алексиначког храму светог Николаја у Алексинцу 1839. године. Ово звоно је прсло и преливено је 1839. године. Велико звоно је набавила Општина Алексинац 1843. године и оно је 1885. године преливено и увећано. Средње звоно набављено је 1844. године и о њему нема познатих података.

## Црквена порта
Поред Цркве налази стари парохијски дом подигнут 1934. године. Нови парохијски дом саграђен је 2000. године, када је и освећен од стране епископа нишког Иринеја. У самој порти налази се споменик палим борцима у балканским ратовима 1912 — 1913. и у Првом светском рату. Споменик је освећен 1. децембра 1933. године.